# Władysław Strzelczyk
Władysław Strzelczyk (ros. Владислав Стржельчик; ur. 31 stycznia 1921 w Piotrogrodzie, zm. 11 września 1995 w Petersburgu) – rosyjski aktor teatralny i filmowy polskiego pochodzenia.

## Życiorys
W 1947 ukończył studio przy Leningradzkim Wielkim Teatrze Dramatycznym im. Gorkiego; już w 1938 został aktorem wspomagającym tego teatru. Po ataku Niemiec na ZSRR został powołany do armii, służył w piechocie i uczestniczył w wojnie. Od 1956 występował w teatrze G. Towstogonowa. Zagrał m.in. role Riepetyłowa w Mądremu biada Gribojedowa, kniazia Pantiaszwilego w Chanumie A. Cagarelego, Cyganowa w Warwarze, generała Jepanczyna w Idiocie Dostojewskiego, „Jego” w Czetwiortnym Simonowa, Kuligina w Trzech siostrach Czechowa, Gregory’ego Solomona w Cenie Millera, Maszkowa w Tradycyjnym zborze Rozowa, Henry’ego Percy’ego w Królu Henryku IV Szekspira, Salieriego w Amadeuszu Shaffera i „Aktora” w Na dnie Gorkiego. Poza tym wystąpił w ponad 70 filmach, m.in. w Życiu dla nauki (1949), Wojnie i pokoju (1967), Czajkowskim (1970), Wyzwoleniu (1970), Korona carów rosyjskich (1971), Oswobodzeniu Pragi (1977) i Wyspie skarbów (1982). W latach 1959–1978 był pedagogiem Leningradzkiego Instytutu Teatru, Muzyki i Kinematografii i od 1966 Leningradzkiego Instytutu Kultury.

## Odznaczenia i nagrody
- Medal Sierp i Młot Bohatera Pracy Socjalistycznej (18 października 1988)
- Order Lenina (18 października 1988)
- Order Rewolucji Październikowej (30 stycznia 1981)
- Order Wojny Ojczyźnianej II klasy (11 marca 1985)
- Ludowy Artysta ZSRR (10 kwietnia 1974)
- Nagroda Państwowa RFSRR im. Braci Wasiljewów (1971)

I medale.